# مینای رخ‌زرد
مینای رخ‌زرد (نام علمی: Mino dumontii) نام یک گونه از تیره سار است.